# Frans Bauer
Frans Bauer (Roosendaal, 30 dicembre 1973) è un cantante olandese, dedito principalmente ai generi levenslied e Schlager (pop in lingua olandese e in lingua tedesca) e professionalmente in attività dall'inizio degli anni novanta.
In carriera, ha pubblicato circa una quarantina di album, il primo dei quali è Op weg naar het geluk del 1992.

Tra le sue canzoni più note, ricordiamo  'n beetje liefde,  'n ons geluk, Het leven is een mooi schilderij (con Laura Lynn), Jouw ogen kunnen niet liegen (con Laura Lynn), Op rode rozen vallen trenen, Wat ik zou willen (con Marianne Weber), ecc.

## Biografia

### Vita privata
Si è sposato dal 2008 con Mariska van Rossenberg, che in precedenza gli aveva dato tre figli, Christiaan, Jan e Frans jr.

## Discografia

### Album[5][6][7][8]
- Op weg naar het geluk (1992)
- Frans Bauer(1994)
- Op weg naar het geluk (1995)
- Veel liefs (1995)
- Voor jou (1996)
- Liebesbriefe (1996)
- Frans Bauer & Marianne Weber (1997)
- Weil ich dich liebe (1997)
- Wat ik je zeggen will (1998)
- Live in Ahoy (1998)
- Was dir mein Herz nicht sagen kann (1998)
- Frans Bauer & Corry Konings (1999; con Corry Konings)
- Samen met jou (1999)
- Für dich - Die 32 schönsten Liebeslieder (1999)
- Ganz tief ins Herz (2000)
- Wat ik zou willen (2000)
- Zijn grootste hits (2000)
- Wer an Träume glaubt (2001)
- Durf te dromen (2001)
- Kerstfeest met Frans Bauer (2001)
- Live in Ahoy 2001 (2002)
- Dicht bij jou (2002)
- 'n ons geluk (2003)
- Grenzenlos (2003)
- Daar heb je vrienden voor (2004)
- 10 jaar hits (2005)
- Om van te dromen (2005)
- Liefde is... (2006)
- Voor altijd (2006)
- Bauer top 100 (2006)
- Live in Ahoy 2006 (2006)
- Duetten (2008)
- 'n zalige zomer (2008)
- Zijn 50 mooiste duetten (2008)
- Frans & Marianne (2008)
- Voor elke dag (2009)
- Back to Back (2011)
- Gloednieuw (2011)

## Filmografia[13]
- Pittige tijden - serie TV, 1 episodio (1998)
- Plop en het vioolavontuur (2005)
- Sinterklaas en de verdwenen pakjesboot (2009)
- Flikken - Coppia in giallo (Flikken Maastricht) - serie TV, 1 episodio (2012) - se stesso
- The Passion - film TV (2012)